# Lucia Krüger
Lucia Krüger (* 23. Januar 1901 in Hamburg; † 15. Juli 1986 in Ahrensburg), geborene Bründl, war eine deutsche Politikerin (CDU).
Lucia Bründl besuchte eine Seminarschule und ein Lyzeum. Sie studierte drei Semester an der staatlichen Handelsschule in Hamburg. Ab 1919 arbeitete sie beim Zentralverband der Angestellten (ZdA) und ab 1923 in der Redaktion des Hamburger Echos. Sie trat der SPD bei und zog 1926 nach Berlin um, wo sie als Sekretärin in der „Verkehrs- und Handels-AG“ der Prager Familie Petschek arbeitete. Ab 1938 war sie Geschäftsführerin der Firma „Krüger & Co.“
Nach dem Zweiten Weltkrieg trat Krüger 1945 der CDU bei und wurde Mitinhaberin und Geschäftsführerin der „Eisenverwertungsgesellschaft H. Gross & Co.“ Bei der ersten Berliner Wahl 1946 wurde sie in die Stadtverordnetenversammlung von Groß-Berlin gewählt, später wurde sie wiedergewählt, nun im Abgeordnetenhaus von Berlin. Sie schied 1958 aus dem Parlament aus.